# Amberger Zinnblechhandelsgesellschaft
Die Amberger Zinnblechhandelsgesellschaft wurde auf Betreiben von Pfalzgraf Friedrich, damaliger Statthalter in der Oberpfalz und späterer Kurfürst in der Rheinpfalz, eingerichtet und existierte von 1533 bis 1631.

## Hintergrund
Das Verzinnen von Blechen ist eine Erfindung, die im ausgehenden 13. Jahrhundert auf dem Nordgau gemacht wurde. Ob dies in Nürnberg oder in Wunsiedel erstmals geschah, ist nicht zu klären, in der neuen Ordnung der Blechzinner zu Wunsiedel vom 2. Februar 1544 heißt es jedenfalls, „Bürger und Meister des berühmten Handwerks und Handels der Blechzinner …, das bei ihren Alten und vor anderen Nationen den Ursprung und Anfang genommen“. In Nürnberg hingegen wurden bereits in der 2. Hälfte des 14. Jahrhunderts Blechschmiede in den Rat gewählt.
Voraussetzung war auch das Vorkommen von Zinn, wobei die Gegenden im Fichtelgebirge und im Erzgebirge bis heute als mögliche ausbeutungswürdige Lagerstätten, z. B. in Altenberg oder Pöhla, angesehen werden.
Der Rohstoff für die zu verzinnenden Bleche war das Deuchel- oder Deicheleisen, das sich beim Erhitzen des Renneisens im Wellherd ansammelte. Zwischen dem Zerrennherd und dem Hämmern wurde üblicherweise noch das „Frischen“ eingeschoben, ein abermaliges Erhitzen des Roheisens, um den zu hohen Kohlenstoffgehalt durch Oxidationsprozesse zu mindern. Hierbei tropfte der „Deichel“ ab, ein zähes, weiches Eisen, das Ausgangsprodukt zur Blechherstellung war. Zur Kostenersparnis verwendeten die Hämmer aber auch Sinter, ein Abfallprodukt bei der Eisenerzeugung.

## Gründung und Entwicklung
Die Amberger Zinnblechhandelsgesellschaft wurde 1533 auf Initiative von Pfalzgraf Friedrich errichtet; er war ein Anhänger des Merkantilismus und wünschte, dass Amberg zu einer großen Handelsstadt werden sollte. Noch im gleichen Jahr konnte der Nürnberger Blechverzinner Hans Graf angeworben werden, der in Amberg die erste Verzinnpfanne errichtete.
Bis dahin wurden die Oberpfälzer Schwarzbleche vorwiegend in Wunsiedel und Nürnberg verzinnt und nur wenige Amberger Bürger beteiligten sich an deren Herstellung. Pfalzgraf Friedrich räumte der Amberger Zinnblechhandelsgesellschaft nun das alleinige Recht ein, die in der Oberpfalz hergestellten Bleche zu verzinnen. Alle Blechhammermeister wurden bei Strafandrohung angewiesen, ihre Bleche in die Zinnblechpfannen von Amberg zu geben. Einige lieferten aber weiter nach Nürnberg und Wunsiedel, weil ältere Verträge bestanden und dort höhere Gewinne erzielt werden konnten. Dies führte zu vielen Prozessen wegen des „heimlichen Verschleifens der Bleche außer Landes“, die mit hohen Geld- oder Gefängnisstrafen der Beschuldigten endeten. Auch in Sulzbach sollte mit der Zinnblechproduktion 1533 und 1547 begonnen werden, aber die Amberger konnten dies vorerst abwehren, indem sie es den Sulzbacher erlaubten, sich mit 3000 fl an der Amberger Gesellschaft zu beteiligen. Erst 1579 errichteten die Sulzbacher eigene Produktionsstätten, die von der Hammereinigung auch anerkannt wurde.
Auch in Nürnberg hatte die Zinnblechhandelsgesellschaft eine eigene Faktorei. Die Stadt Nürnberg war wegen der Schädigung ihres Geschäftes wenig begeistert, aber Versuche, sich an der Amberger Gesellschaft finanziell zu beteiligen, wurden von den Ambergern abgewiesen. Letztlich mussten die Nürnberger Blechverzinnereien geschlossen werden, da ihnen keine oberpfälzischen Schwarzbleche mehr geliefert wurden. Einige Nürnberger Blechzinnhändler gingen daraufhin nach Sachsen und bauten dort die sächsische Weißblechindustrie auf, die große Bedeutung in Europa erreichte. Einer dieser Abwanderer war Andreas Blau, der in Sachsen eine eigene Weißblechindustrie aufbaute und durch hohe Löhne und auch Bestechungsgelder oberpfälzische  Hammerarbeiter abwarb. Wenn die in Sachsen arbeitenden oberpfälzischen Hammer- und Blechschmiede zum Besuch in die Oberpfalz kamen, wurden sie aufgegriffen, verhört und eingesperrt. Aus den Gerichtsprotokollen geht zudem hervor, dass auch in Böhmen mit Hilfe der Oberpfälzer Fachleute Blechhämmer aufgerichtet wurden.
Das Gesellschaftskapital der Amberger Gesellschaft betrug 25 000 Gulden, daneben nahm sie noch Depositen zwischen 10 000 und 20 000 Gulden auf. Die Gesellschaft war auf einer aktienrechtlichen Grundlage aufgebaut. Jeder Bürger von Amberg und Sulzbach, die kuroberpfälzischen Städte, die Hammermeister der Oberpfälzer Hammereinigung und die Hofleute hatten das Recht einzutreten. Ein Austritt konnte jederzeit nach einjähriger Kündigungszeit erfolgen. Die Depositen waren fest verzinst und konnten von der Gesellschaft nach vierteljährlicher Kündigung abgestoßen werden. Zwei bis drei „Faktoren“ leiteten die Gesellschaft und bezogen ein festes Gehalt. Letzteres hing damit zusammen, dass die Zinnblechhandelsgesellschaft aus zwei Teilen bestand: der „Gesellschaft des schwarzen Blechandels“ und der „Gesellschaft des weißen Blechandels“. Die Anteilseigner konnten ihre Anteile auch verkaufen. Die oberste Aufsicht hatten die „Verordneten des Zinnblechhandels“, die auch die Rechnung abnahmen und wichtige Entscheidungen trafen.
Die Produkte der Amberger Gesellschaft fanden in ganz Europa Absatz, genannt werden Frankreich, die Niederlande, Italien, Türkei und die Insuln (= Griechenland) und die Gesellschaft erzielte hohe Gewinne. In einem Brief an Friedrich II. wurde erwähnt, dass der Blechhandel auf jeder Messe mindestens 6000 fl einbrächte. Die Jahresdividenden betrugen zwischen 1581 und 1617 zwischen 15 und 20 %. Zu Beginn des Dreißigjährigen Krieges stiegen die Dividenden sogar auf 50 (1620/21) und 188 % (1621/22) an, fielen aber danach beträchtlich ab (1628/29: 11 %).
Ein entscheidender Rückschlag für die Gewinne der Gesellschaft war die Schließung des Hamburger Stahlhofs durch die englische Königin Elisabeth. Zudem ging der Absatz zurück, weil auch andere Regionen die Fertigkeit der Blech-Verzinnung erlernt hatten und den Ambergern nun Konkurrenz machten. Dazu kam die Inflation in Folge des Dreißigjährigen Krieges. So waren die Schulden der Gesellschaft 1629 auf 20 000 fl gestiegen, die Hammermeister erhielten kein Geld mehr und konnten ihre eigenen Schulden nicht mehr zurückzahlen. Dem Regensburger Bürger Georg Gumpelshaimer schuldete die Gesellschaft beispielsweise seit 1606 5000 fl. 1631 wurde deshalb die Zinnblechhandelsgesellschaft aufgelöst und auch eine Neugründung (die sogenannte 2. Amberger Zinnblechhandelsgesellschaft) brachte keinen Erfolg.